# Division 1 (Bélgica) 1959-60
La Primera División de Bélgica 1959/60 fue la 57.ª temporada de la máxima competición futbolística en Bélgica.

## Tabla de posiciones
| Pos | Equipo                         | PJ | PG | PE | PP | GF | GC | Pts | DG  | Notas                                                |
| --- | ------------------------------ | -- | -- | -- | -- | -- | -- | --- | --- | ---------------------------------------------------- |
| 1   | Lierse SK                      | 30 | 16 | 6  | 8  | 57 | 40 | 38  | +17 | Clasificado a la Copa de Campeones de Europa 1960-61 |
| 2   | RSC Anderlechtois              | 30 | 16 | 5  | 9  | 69 | 42 | 37  | +27 |                                                      |
| 3   | K Waterschei SV Thor Genk      | 30 | 13 | 9  | 8  | 52 | 39 | 35  | +13 |                                                      |
| 4   | Beerschot                      | 30 | 15 | 4  | 11 | 65 | 46 | 34  | +19 |                                                      |
| 5   | RFC Liégeois                   | 30 | 10 | 12 | 8  | 43 | 35 | 32  | +8  |                                                      |
| 6   | Royale Union Saint-Gilloise    | 30 | 11 | 10 | 9  | 58 | 56 | 32  | +2  | Clasificado a la Copa de Ferias 1960-61              |
| 7   | Standard Club Liégeois         | 30 | 12 | 8  | 10 | 54 | 48 | 32  | +6  |                                                      |
| 8   | Royal Antwerp FC               | 30 | 13 | 6  | 11 | 60 | 50 | 32  | +10 |                                                      |
| 9   | La Gantoise                    | 30 | 12 | 6  | 12 | 48 | 46 | 30  | +2  |                                                      |
| 10  | R.O.C. de Charleroi-Marchienne | 30 | 12 | 5  | 13 | 38 | 48 | 29  | -10 |                                                      |
| 11  | Daring Club Bruxelles          | 30 | 10 | 7  | 13 | 37 | 44 | 27  | -7  |                                                      |
| 12  | K. Sint-Truidense V.V.         | 30 | 10 | 7  | 13 | 39 | 51 | 27  | -12 |                                                      |
| 13  | RFC Brugeois                   | 30 | 10 | 6  | 14 | 37 | 53 | 26  | -16 |                                                      |
| 14  | R.C.S. Verviétois              | 30 | 8  | 9  | 13 | 25 | 37 | 25  | -12 |                                                      |
| 15  | K Berchem Sport                | 30 | 9  | 7  | 14 | 36 | 56 | 25  | -20 | Descenso a la Division II                            |
| 16  | Beringen FC                    | 30 | 7  | 5  | 18 | 35 | 62 | 19  | -27 | Descenso a la Division II                            |

PJ = Partidos jugados; PG = Partidos ganados; PE = Partidos empatados; PP = Partidos perdidos; GF = Goles a favor; GC = Goles en contra; Pts = Puntos; DG = Diferencia de goles